# バーゼル薬学歴史博物館
バーゼル薬学歴史博物館（ドイツ語: Pharmazie-Historisches Museum Basel）は、スイス北西部のバーゼル旧市街にある薬の博物館。
14世紀に公衆浴場として建てられた歴史的な建物、ツム・フォーデレン・ゼッセル　Zum Vorderen Sessel の中にある。中世の薬局が復元されると同時に、錬金術師の実験室、中世の化学実験室、薬道具、薬壺として使われていた陶器、古代の薬物材料などが展示されている。中世の医化学者、パラケルススが、医学書や薬学書を求めてこの建物を訪れたことでも知られる。薬のテーマ博物館として世界最大級。

## アクセス
- バーゼルSBB駅前よりバーゼル市内トラム（路面電車11・8系統）、マルクトプラッツ停留所より徒歩約140ｍ[1]